# Украјина на Зимским олимпијским играма 2018.
Украјина учествује на Зимским олимпијским играма 2018. које се одржавају у Пјонгчанг у Јужној Кореји од 9. до 25. фебруара 2018. године. Олимпијски комитет Украјине послао је 33 квалификованих спортиста у девет спортова. 

## Освајачи медаља

### Злато
- Александар Абраменко — Слободно скијање, акробатски скокови

## Учесници по спортовима
| Спорт                 | Мушкарци | Жене | Укупно |
| --------------------- | -------- | ---- | ------ |
| Алпско скијање        | 1        | 1    | 2      |
| Биатлон               | 5        | 6    | 11     |
| Нордијска комбинација | 1        | 0    | 1      |
| Санкање               | 4        | 2    | 6      |
| Скелетон              | 1        | 0    | 1      |
| Скијашко трчање       | 2        | 2    | 4      |
| Слободно скијање      | 1        | 2    | 3      |
| Сноубординг           | 0        | 1    | 1      |
| Уметничко клизање     | 2        | 2    | 4      |
| 9 спортова            | 17       | 16   | 33     |